# Mistrzostwa Polski w Kajakarstwie 2021
84. Mistrzostwa Polski seniorów w kajakarstwie – odbyły się w Bydgoszczy w dniach 27 – 29 sierpnia 2021. 
Mistrzostwa rozgrywane były na torze Brdyujście.

## Medaliści

### Mężczyźni

#### Kanadyjki
| Konkurencja | Złoto                                                                      | Czas      | Srebro                                                                                             | Czas      | Brąz                                                                                             | Czas      |
| C-1 200 m   | Wiktor Głazunow (AZS Gorzów Wlkp.)                                         | 40.840    | Michał Łubniewski (AZS-KU Politechniki Opolskiej)                                                  | 40.943    | Oleksii Koliadych (Admira Gorzów Wlkp.)                                                          | 41.849    |
| C-1 500 m   | Wiktor Głazunow (AZS Gorzów Wlkp.)                                         | 1:55.375  | Mateusz Kamiński (OKSW Olsztyn)                                                                    | 1:55.677  | Tomasz Barniak (AZS-AWF Poznań)                                                                  | 1:57.966  |
| C-1 1000 m  | Mateusz Kamiński (OKSW Olsztyn)                                            | 4:02.402  | Marcin Grzybowski (MKS Czechowice-Dziedzice)                                                       | 4:04.232  | Wiktor Głazunow (AZS-AWF Gorzów Wlkp.)                                                           | 4:11.985  |
| C-1 5000 m  | Wiktor Głazunow (AZS-AWF Gorzów Wlkp.)                                     | 21:23.029 | Mateusz Kamiński (OKSW Olsztyn)                                                                    | 21:32.042 | Marcin Grzybowski (MKS Czechowice-Dziedzice)                                                     | 22:26.212 |
| C-2 200 m   | Michał Łubniewski Arsen Śliwiński (AZS-KU Politechniki Opolskiej)          | 37.623    | Aleksander Kitewski Norman Zezula (Zawisza Bydgoszcz)                                              | 38.245    | Remigiusz Nowaczyk Łukasz Witkowski (Posnania)                                                   | 39.398    |
| C-2 500 m   | Aleksander Kitewski Norman Zezula (Zawisza Bydgoszcz)                      | 1:46.151  | Michał Łubniewski Arsen Śliwiński (AZS-KU Politechniki Opolskiej)                                  | 1:46.923  | Remigiusz Nowaczyk Łukasz Witkowski (Posnania)                                                   | 1:50.602  |
| C-2 1000 m  | Aleksander Kitewski Norman Zezula (Zawisza Bydgoszcz)                      | 3:51.182  | Tomasz Barniak Patryk Gluza (AZS-AWF Poznań)                                                       | 3:54.399  | Mateusz Borgieł Mateusz Zuchora (AZS-KU Politechniki Opolskiej)                                  | 3:56.790  |
| C-4 500 m   | AZS-AWF Poznań Tomasz Barniak Patryk Gluza Krystian Hołdak Miłosz Polaczek | 1:47.270  | Zawisza Bydgoszcz Sebastian Aleksandrowicz Aleksander Kitewski Krystian Krzyżanowski Norman Zezula | 1:42.044  | AZS-KU Politechniki Opolskiej Mateusz Borgieł Mateusz Zuchora Arsen Śliwiński Michał Łubniewski' | 1:38.771  |
| C-4 1000 m  | AZS-AWF Poznań Tomasz Barniak Patryk Gluza Krystian Hołdak Miłosz Polaczek | 3:47.902  | AZS-AWF Poznań Robert Chirilenco Piotr Kujawa Alan Kukuła Eryk Soenke                              | 3:49.519  | Włókniarz Chełmża Dawid Grabowski Jakub Hapkie Paweł Prokopczuk Jakub Zieliński                  | 4:02.000  |

#### Kajaki
| Konkurencja | Złoto                                                                            | Czas      | Srebro                                                                                   | Czas      | Brąz                                                                                  | Czas      |
| K-1 200 m   | Jakub Stepun (AZS AWF Poznań)                                                    | 35.781    | Bartosz Grabowski (OKSW Olsztyn)                                                         | 36.398    | Paweł Kaczmarek (KKW 1929 Kraków)                                                     | 36.628    |
| K-1 500 m   | Jakub Śliwa (Zawisza Bydgoszcz)                                                  | 1:45.939  | Bartosz Stabno (Posnania)                                                                | 1:45960   | Rafał Rosolski (Dojlidy Białystok)                                                    | 1:46.552  |
| K-1 1000 m  | Rafał Rosolski (Dojlidy Białystok)                                               | 3:39.007  | Przemysław Korsak (G'Power Gorzów Wlkp.)                                                 | 3:40.083  | Przemysław Rojek (Silvant Kajak Elbląg)                                               | 3:40.313  |
| K-1 5000 m  | Rafał Rosolski (Dojlidy Białystok)                                               | 19:48.512 | Bartosz Stabno (Posnania)                                                                | 19:50.290 | Wiktor Żarski (Nogat Malbork)                                                         | 20:05.495 |
| K-2 200 m   | Denis Ambroziak Mikołaj Walulik (Sparta Augustów)                                | 35.060    | Marcin Nowacki Jacek Piech (Posnania)                                                    | 35.149    | Dawid Byrdek Wojciech Pilarz (MKS Czechowice-Dziedzice)                               | 35.545    |
| K-2 500 m   | Wojciech Tracz Filip Weckwert (Posnania)                                         | 1:34.279  | Piotr Morawski Michał Bil (AZS-KU Politechniki Opolskiej)                                | 1:34.926  | Dawid Putto Rafał Rosolski (Dojlidy Białystok)                                        | 1:36.743  |
| K-2 1000 m  | Michał Bil Piotr Morawski (AZS-KU Politechniki Opolskiej)                        | 3:28.945  | Krzysztof Jokiel Damian Liskowiak (Zryw Wolsztyn)                                        | 3:30.281  | Fryderyk Fulko Krzysztof Pieczuro (Admira Gorzów Wlkp.)                               | 3:30.979  |
| K-4 500 m   | Posnania Jakub Michalski Marcin Nowacki Wojciech Tracz Filip Weckwert            | 1:25.515  | Energetyk Poznań Tomasz Janiszewski Jarosław Kajdanek Robert Nowakowski Sławomir Witczak | 1:26.911  | MKS Czechowice-Dziedzice Dawid Byrdek Igor Drewniak Dawid Janusz Wojciech Pilarz      | 1:27.554  |
| K-4 1000 m  | MKS Czechowice-Dziedzice Dawid Byrdek Igor Drewniak Dawid Janusz Wojciech Pilarz | 3:11.344  | Zryw Wolsztyn Kacper Jastrząb Krzysztof Jokiel Damian Liskowiak Przemysław Niewiadomski  | 3:13.114  | Sparta Augustów Denis Ambroziak Łukasz Barszczewski Łukasz Grochowski Mikołaj Walulik | 3:14.369  |

### Kobiety

#### Kajaki
| Konkurencja | Złoto                                                                                  | Czas      | Srebro                                                                                   | Czas      | Brąz | Czas      |
| K-1 200 m   | Marta Walczykiewicz (KTW Kalisz)                                                       | 40.515    | Anna Puławska (AZS AWF Gorzów Wlkp.)                                                     | 40.757    | Dominika Putto (Zawisza Bydgoszcz)                                                                      | 40.817    |
| K-1 500 m   | Anna Puławska (AZS-AWF Gorzów Wlkp.)                                                   | 1:59.804  | Marta Walczykiewicz (KTW Kalisz)                                                         | 2:00.464  | Małgorzata Puławska (Posnania)                                                                          | 2:00.873  |
| K-1 1000 m  | Justyna Iskrzycka (AZS-AWF Katowice)                                                   | 4:10.972  | Anna Zagórska (OŚ AZS Politechniki Poznańskiej)                                          | 4:11.934  | Marta Witkowska (AZS-KU Politechniki Opolskiej)                                                         | 4:20.351  |
| K-1 5000 m  | Anna Zagórska (OŚ AZS Politechniki Poznańskiej)                                        | 22:42.695 | Marta Witkowska (AZS-KU Politechniki Opolskiej)                                          | 22:59.231 | Emilia Szczepanek (AZS-KU Politechniki Opolskiej)                                                       | 23:28.852 |
| K-2 200 m   | Dominika Putto Helena Wiśniewska (Zawisza Bydgoszcz)                                   | 38.064    | Karolina Naja Małgorzata Puławska (Posnania)                                             | 38.668    | Katarzyna Kołodziejczyk Sandra Ostrowska (Zawisza Bydgoszcz)                                            | 39.149    |
| K-2 500 m   | Sandra Ostrowska Dominika Putto (Zawisza Bydgoszcz)                                    | 1:48.305  | Karolina Naja Małgorzata Puławska (Posnania)                                             | 1:49.807  | Klaudia Cyrulewska Martyna Klatt (Energetyk Poznań)                                                     | 1:51.058  |
| K-2 1000 m  | Karolina Markiewicz Paulina Markiewicz (AZS-KU Politechniki Opolskiej)                 | 3:57.643  | Nicola Gapska Julia Górska (Zawisza Bydgoszcz)                                           | 3:58.928  | Zuzanna Jaszczyńska Marta Witkowska (AZS-KU Politechniki Opolskiej)                                     | 3:59.983  |
| K-4 500 m   | Zawisza Bydgoszcz Julia Górska Katarzyna Kołodziejczyk Sandra Ostrowska Dominika Putto | 1:38.229  | Energetyk Poznań Klaudia Cyrulewska Martyna Klatt Patrycja Lebioda Natalia Wojciechowska | 1:41.297  | AZS-KU Politechniki Opolskiej Zuzanna Jaszczyńska Karolina Markiewicz Emilia Szczepanek Marta Witkowska | 1:40.112  |

#### Kanadyjki
| Konkurencja | Złoto                                                      | Czas       | Srebro                                            | Czas      | Brąz                                                  | Czas      |
| C-1 200 m   | Dorota Borowska (NOSiR Nowy Dwór Mazowiecki)               | 47.443     | Katarzyna Szperkiewicz (AZS-AWF Poznań)           | 48.380    | Aleksandra Jackiewicz (AZS-KU Politechniki Opolskiej) | 49.175    |
| C-1 500 m   | Sylwia Szczerbińska (Cresovia Białystok)                   | 2:20.375   | Katarzyna Szperkiewicz (AZS-AWF Poznań)           | 2:20.941  | Magda Stanny (Warta Poznań)                           | 2:23.435  |
| C-1 5000 m  | Sylwia Szczerbińska (Cresovia Białystok)                   | 25:56.1016 | Paulina Grzelkiewicz (Warta Poznań)               | 26:10.692 | Ewelina Antos (AZS-AWF Poznań)                        | 26:37.914 |
| C-2 200 m   | Katarzyna Szperkiewicz Klaudia Szolc (AZS-AWF Poznań)      | 46.848     | Ewelina Antos Patrycja Mendelska (AZS-AWF Poznań) | 48.784    | Kaja Lach Sylwia Szczerbińska (Cresovia Białystok)    | 48.826    |
| C-2 500 m   | Katarzyna Szperkiewicz Patrycja Mendelska (AZS-AWF Poznań) | 2:10.353   | Adrianna Antos Ewelina Antos (AZS-AWF Poznań)     | 2:13.404  | Paulina Grzelkiewicz Magda Stanny (Warta Poznań)      | 2:13.528  |

### Mixed

#### Kajaki
| Konkurencja | Złoto                                              | Czas   | Srebro                                     | Czas   | Brąz                                                   | Czas   |
| K-2 200 m   | Martyna Klatt Jarosław Kajdanek (Energetyk Poznań) | 36,131 | Małgorzata Puławska Jacek Piech (Posnania) | 36.672 | Julia Czech Wojciech Pilarz (MKS Czechowice-Dziedzice) | 37.961 |

#### Kanadyjki
| Konkurencja | Złoto                                                               | Czas   | Srebro                                                 | Czas   | Brąz                                          | Czas   |
| C-2 200 m   | Aleksandra Jacewicz Arsen Śliwiński (AZS-KU Politechniki Opolskiej) | 42.081 | Katarzyna Szperkiewicz Tomasz Barniak (AZS-AWF Poznań) | 42.089 | Julia Walczak Mateusz Kamiński (OKSW Olsztyn) | 42.852 |